# Predstavljanje znanja
Predstavljanje znanja je problem koji izniče i u kognitivnoj znanosti i umjetnoj inteligenciji (AI). U kognitivnoj se znanosti bavi načinom na koji ljudi pohranjuju i obrađuju informacije. U umjetnoj je inteligenciji primarni cilj pohrana znanja na način da ga računalni programi mogu obrađivati i oponašati ljudsku inteligenciju. U AI istraživači su posudili teorije predstavljanja iz kognitivne znanosti. Stoga postoje tehnike predstavljanja kao što su okviri, pravila i semantičke mreže koje vuku porijeklo iz teorija čovječje obrade informacija. S obzirom na to da se znanje koristi u svrhu postizanja inteligentnog ponašanja, fundamentalni cilj predstavljanja znanja jest predstavljanje znanja na način koji koji olakšava zaključivanje, inferiranje.
Neki od problema koji se pojavljuju u predstavljanju znanja iz AI perspektive su:
- Kako ljudi predstavljaju znanje?
- Koja je priroda znanja i kako ga predstavljamo?
- Treba li shema predstavljanja baratati nekom pojedinom domenom, ili bi trebala biti opće namjene?
- Koliko je ekspresivna shema predstavljanja?
- Treba li shema biti deklarativna ili proceduralana?

Jako je malo odzogorne diskusije o problemima predstavljanja znanja i istraživanje je u ovom polju uglavnom zastarjelo. Postoje dobro poznati problemi kao što su "širenje aktivacije" (ovo je poznati problem prilikom navigacije mrežom čvorova), "supsumpcija" (ovo se bavi selektivnim nasljeđivanjem, tj. ATV se može shvatiti kao specijalizacija auta ali nasljeđuje samo pojedine značajke) i "klasifikacija." Primjerice, rajčica bi se mogla klasificirati i kao voće i kao povrće.
U polju umjetne inteligencije, rješavanje problema može biti pojednostavljeno odgovarajućim odabirom predstavljanja znanja. Predstavljanje znanja danom tehnikom može omogućiti predstavljanje domene. Primjerice, Mycin, dijagnostički ekspertni sustav, je koristio shemu predstavljanja zasnovanu na pravilima. Pogrešan bi ga odabir potpuno onesposobi. Analogija se moža povući s računanjima u Hindu-arapskim brojevima ili rimskim brojevima - dugo dijeljenje je jednostavnije u jednom i teže u drugom. Slično, ne postoji predstavljanje koje se može rabiti u svim svrhama i koje bi olakšalo pristup svakom problemu.